# Alpine Skiweltmeisterschaften 2011
Die 41. Alpinen Skiweltmeisterschaften fanden vom 7. bis zum 20. Februar 2011 in Garmisch-Partenkirchen statt. Die Rennen fanden auf dem Gudiberg und auf der Kandahar-Strecke statt.

## Vergabe

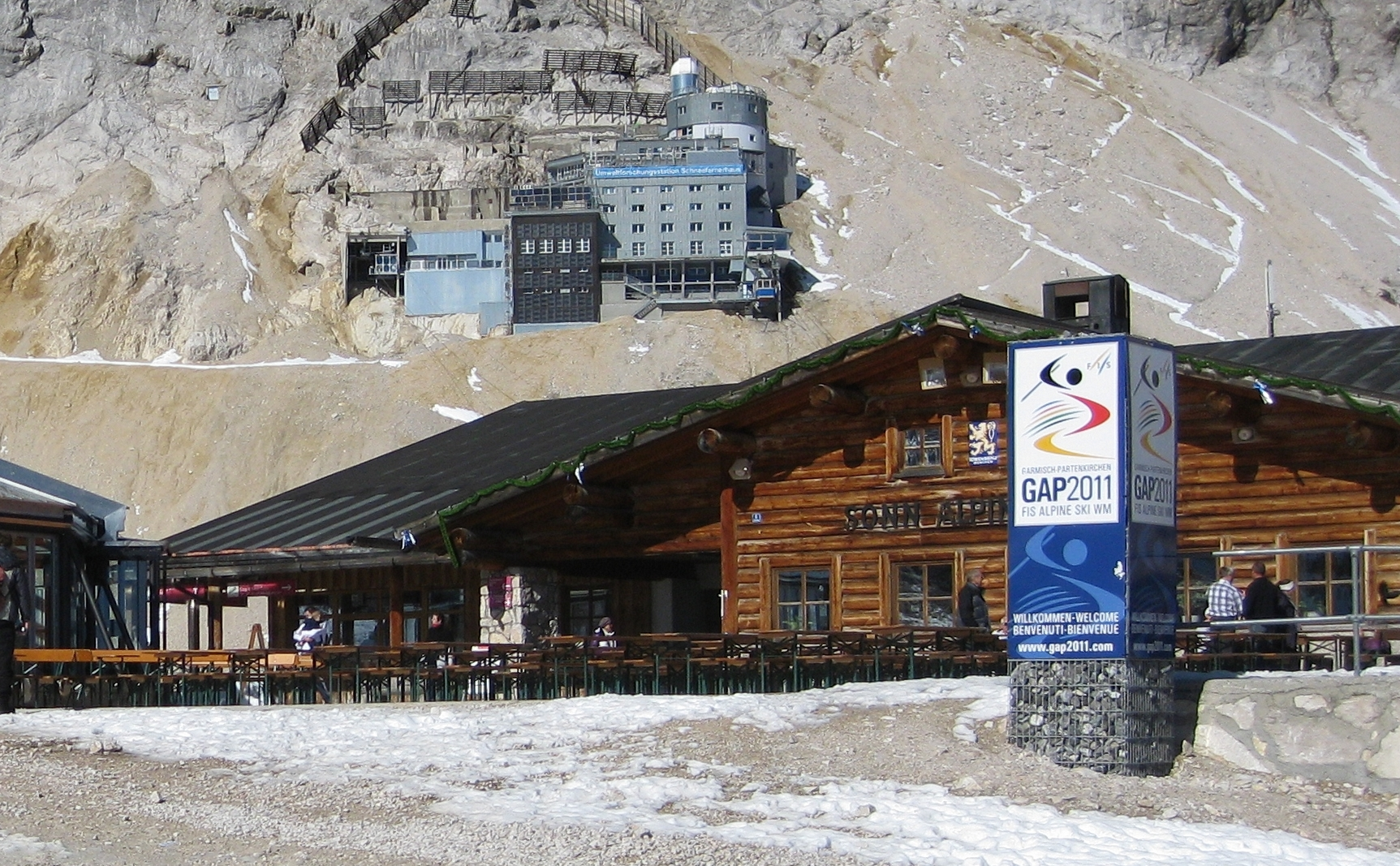
Werbung für GAP 2011 auf dem Zugspitzplatt

Die Wahl des Austragungsortes erfolgte am 25. Mai 2006 in Vilamoura (Portugal) beim 45. FIS-Kongress durch die 15 anwesenden Mitglieder des FIS-Vorstandes. Der Markt im Werdenfelser Land setzte sich dabei mit 9:6 Stimmen gegen den einzigen Mitbewerber Schladming durch.
Garmisch-Partenkirchen hatte seit den Weltmeisterschaften 1978 bereits fünfmal erfolglos eine Bewerbung versucht, zuletzt 2004 für die WM 2009. Schladming war bereits Ausrichter der WM 1982 gewesen und scheiterte bei der Vergabe der WM 2009 knapp an Val-d’Isère, konnte sich aber schließlich zwei Jahre später durchsetzen und hat die WM 2013 ausgerichtet.

## Termin und Disziplinen
Der internationale Skiverband bestätigte am 27. Mai 2008 beim FIS-Kongress in Kapstadt den Termin für die Alpine Skiweltmeisterschaften, wonach die Titelkämpfe vom 7. bis 20. Februar 2011 stattfinden würden. Das Wettkampfprogramm mit den exakten Startzeiten für die 13 WM-Tage wurde vom Vorstand der FIS rund ein Jahr vor der Großveranstaltung beschlossen und festgelegt.
Bei den alpinen Titelkämpfen wurden pro Geschlecht jeweils fünf Rennen und ein gemeinsamer Mannschaftswettbewerb ausgetragen. Die Einzelmedaillen wurden in den Disziplinen Abfahrt, Super-G, Super-Kombination, Riesenslalom und Slalom vergeben. Die Slalomrennen der Damen und Herren fanden am Gudiberg mit Zieleinlauf ins Olympia-Skistadion der Olympiaschanze in Partenkirchen statt. Alle anderen Disziplinen wurden auf der Kandahar-Piste mit Ziel im Ortsteil Garmisch ausgetragen.

## Teilnehmer
Es traten 525 Athleten (208 Damen und 317 Herren) aus 67 Ländern an, die um insgesamt 33 Medaillen kämpften.
| - Andorra - Argentinien - Armenien - Aserbaidschan - Australien - Belarus - Belgien - Bosnien und Herzegowina - Bulgarien - Brasilien - Chile - Volksrepublik China - Dänemark - Deutschland - Finnland - Frankreich - Georgien - Ghana - Griechenland - Haiti - Indien - Iran - Italien | - Irland - Island - Israel - Japan - Kanada - Kasachstan - Kirgisistan - Südkorea - Kroatien - Lettland - Libanon - Liechtenstein - Litauen - Luxemburg - Mazedonien - Mexiko - Moldau - Monaco - Montenegro - Niederlande - Neuseeland - Norwegen - Österreich | - Peru - Puerto Rico - Polen - Portugal - Rumänien - Russland - Serbien - Slowakei - Slowenien - Spanien - Schweden - Schweiz - Südafrika - Tschechien - Türkei - Ukraine - Ungarn - Usbekistan - Vereinigtes Königreich - Vereinigte Staaten - Zypern |

## Organisation

### Veranstaltungs-GmbH
Für die Organisation und Umsetzung der Weltmeisterschaften 2011 wurde am 5. Januar 2007 eine Veranstaltungs-GmbH gegründet und im Handelsregister eingetragen. Die GmbH stand unter dem Dach des Deutschen Skiverbandes und war eine hundertprozentige Tochter dessen. Alle beteiligten Gruppen, der DSV, die Marktgemeinde Garmisch-Partenkirchen und der Ski-Club Garmisch waren im Präsidium der WM-Veranstaltungs-GmbH vertreten. Das Organisationskomitee war in eine strategische und eine operative Ebene unterteilt.

### Organisationskomitee
Die strategische Ebene des Organisationskomitees bestand aus Präsidium, Ehrenpräsidium, OK-Beirat und Koordinationsausschuss. Das Präsidium wurde von DSV-Präsident Alfons Hörmann geführt, stellvertretender Präsident war der Bürgermeister von Garmisch-Partenkirchen, Thomas Schmid. Das Ehrenpräsidium setzte sich aus verdienten Kapazitäten der Politik und des Sports zusammen. Rosi Mittermaier, Staatsminister Erwin Huber, Fritz Wagnerberger und Landrat Harald Kühn unterstützten das Organisationskomitee in gesellschaftlichen und politischen Fragen. Der OK-Beirat hatte beratende Funktion. Er setzte sich aus Experten für Finanzen (Helmut Schreyer, Manfred Baldauf), Rechtsangelegenheiten (Franz Steinle, Gerhard Dambeck) und für die Organisation von großen Sportveranstaltungen (Michael Maurer, OK Vier-Schanzentournee) zusammen. Ein weiterer Bestandteil der strategischen Ebene war der Koordinationsausschuss. Ihm gehörten Mitglieder des Internationalen Skiverbandes (Sarah Lewis, Christian Knauth), der Europäischen Rundfunkunion (Marc Jörg, Ingolfur Hannesson), der Vermarktungsagentur und des nationalen Host Broadcaster (ZDF/ARD) an. Dieser Ausschuss traf sich in regelmäßigen Abständen, um die Entwicklung des WM-Projekts zu besprechen und die gemeinsame Vorgehensweise zu koordinieren.
Die operative Ebene wurde von der Geschäftsleitung in Person von Peter Fischer und Walter Vogel geführt. Die beiden Geschäftsführer leiteten und koordinierten die Ziele, Aufgaben und Verantwortlichkeiten der einzelnen Ressorts. Die Organisationsbereiche waren in sieben Ressorts aufgeteilt.
- Logistik: Logistik, Transport, Events, Eröffnungs- und Schlussfeier.
- Tourismus/Unterkünfte
- Sportprojekte: Akkreditierung, Voluntari, Jugendcamp.
- Marketing: Media, Kommunikation, Sponsoring.
- Rennorganisation/Streckenbau: Rennleitung, Streckenpersonal, Bauten, Bergbahnen, Technik, Pisten.
- Administration: Administration, Ticketverkauf.
- Umwelt/Verkehr

## Kultur
Das offizielle Logo der Alpinen Skiweltmeisterschaften wurde durch den Grafiker Peter Ostenrieder entworfen und im Rahmen des Ski-Weltcups 2007 in Garmisch-Partenkirchen erstmals der Öffentlichkeit präsentiert. Es zeigt einen stilisierten, an die Schwunglinien eines Slalomlaufes erinnernden Skiläufer in den deutschen Landesfarben sowie fünf Wellenlinien in den olympischen Farben, welche die fünf teilnehmenden Kontinente symbolisieren sollen.

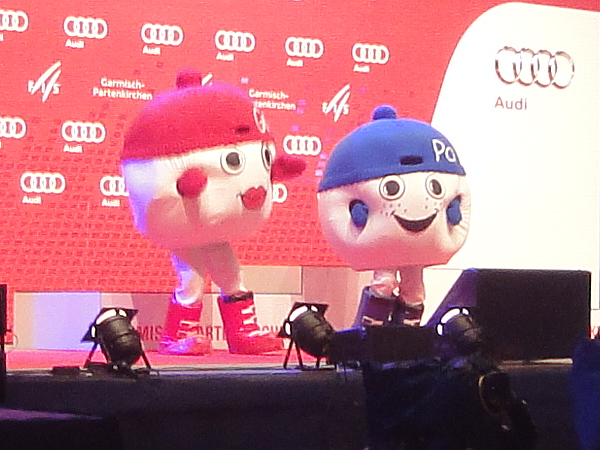
Ga und Pa auf der Medal Plaza

Die offiziellen Maskottchen der Alpinen Skiweltmeisterschaften 2011 waren die beiden Schneebälle „Ga“ und „Pa“. Entworfen wurden die Figuren von der zentralen WM-Botschafterin und Mitglied des Ehrenpräsidiums des Organisationskomitees Rosi Mittermaier unter Mitwirkung ihres Mannes Christian Neureuther sowie deren Tochter Ameli Neureuther. Ga und Pa wurden erstmals am 26. Februar 2010 auf dem Garmischer Mohrenplatz vorgestellt.
Christian Neureuther hatte zunächst die Idee von einem Schneeball, der durch Deutschland rollen und gute Stimmung verbreiten soll. In Anlehnung an die beiden ortsansässigen Skiclubs entschied man sich schließlich dafür, die Schneebälle als Duo in Szene zu setzen. Die Mützen der Maskottchen trugen die Farben des Skiclubs Garmisch („Ga“, rote Mütze) und des Skiclubs Partenkirchen („Pa“, blaue Mütze). Ga und Pa traten als Liebespaar in Erscheinung und sollten hierdurch ein harmonisches Verhältnis der beiden Sportvereine sowie der beiden Ortsteile symbolisieren, das in der Vergangenheit durch eine gewisse Rivalität geprägt gewesen war.
Ga und Pa traten im Vorfeld der WM zu verschiedenen Anlässen als Werbeträger und Botschafter auf und waren während der Veranstaltung bei allen Wettkämpfen sowie bei den Siegerehrungen zu sehen.
Das Motto der Weltmeisterschaften lautete „Festspiele im Schnee“ und wurde am 16. Oktober 2009 durch das Organisationskomitee erstmals verkündet.
Der offizielle WM-Song trug den Titel „You're a hero (between heaven and hell)“. Er wurde von der Rennläuferin und späteren Doppelweltmeisterin Elisabeth Görgl sowie dem Komponisten und Produzenten Christian Geisler unter dem Namen „Lizz & Crizz“ interpretiert und bei der Eröffnungsfeier am 7. Februar 2011 live vorgetragen. In diesem Song sind auch einige Moderationssequenzen des Sportkommentators und Medienchefs des Organisationskomitees Gerd Rubenbauer zu hören. Der Titel spielt in doppeldeutiger Weise auf die beiden Pistenabschnitte „Himmel“ und „Hölle“ an, die jeweiliger Bestandteil der Kandahar-Rennstrecke sind.

## Programm

### Wettkämpfe
| Datum                        | Uhrzeit       | Ort                 | Herren                | Damen                 |
| ---------------------------- | ------------- | ------------------- | --------------------- | --------------------- |
| Montag, 7. Februar 2011      | 18:00         | Gudiberg-Arena      | Eröffnungsfeier       | Eröffnungsfeier       |
| Dienstag, 8. Februar 2011    | 11:00         | Kandahar            |                       | Super-G               |
| Mittwoch, 9. Februar 2011    | 11:00         | Kandahar            | Super-G               |                       |
| Freitag, 11. Februar 2011    | 10:00 / 14:00 | Kandahar / Gudiberg |                       | Super-Kombination     |
| Samstag, 12. Februar 2011    | 11:00         | Kandahar            | Abfahrt               |                       |
| Sonntag, 13. Februar 2011    | 11:00         | Kandahar            |                       | Abfahrt               |
| Montag, 14. Februar 2011     | 10:00 / 14:00 | Kandahar / Gudiberg | Super-Kombination     |                       |
| Mittwoch, 16. Februar 2011   | 11:00         | Kandahar            | Mannschaftswettbewerb | Mannschaftswettbewerb |
| Donnerstag, 17. Februar 2011 | 10:00 / 13:30 | Kandahar            |                       | Riesenslalom          |
| Freitag, 18. Februar 2011    | 10:00 / 13:30 | Kandahar            | Riesenslalom          |                       |
| Samstag, 19. Februar 2011    | 10:00 / 13:30 | Gudiberg            |                       | Slalom                |
| Sonntag, 20. Februar 2011    | 10:00 / 13:30 | Gudiberg            | Slalom                |                       |

### Sonstiges

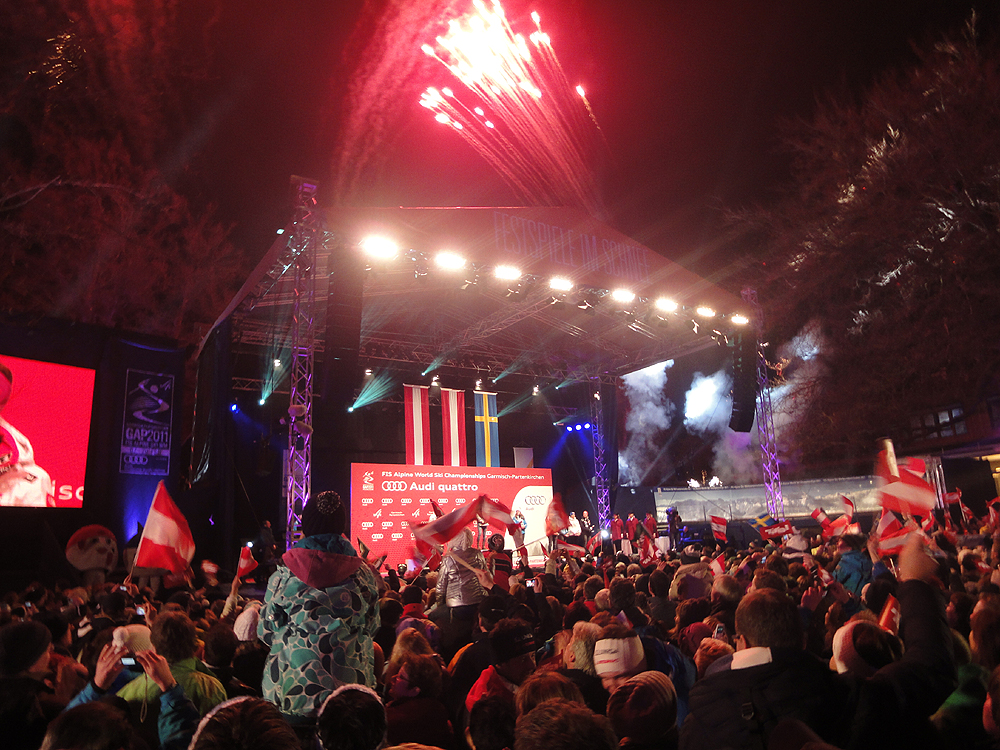
Siegerehrung für den Slalom der Damen

Am Abend vor dem ersten Wettkampftag fand im Skistadion an der Großen Olympiaschanze die Eröffnungsfeier statt, bei der unter anderem Bundeskanzlerin Angela Merkel, der bayerische Ministerpräsident Horst Seehofer, der Münchener Oberbürgermeister Christian Ude sowie IOC-Vizepräsident Thomas Bach anwesend waren. Es war die erste Eröffnungsfeier Alpiner Skiweltmeisterschaften, die live im deutschen Fernsehen übertragen wurde.
Nach einem Wettrennen fand im Zielraum der Rennstrecken stets eine Blumenzeremonie statt. Die Vergabe der Medaillen erfolgte an jedem Wettkampftag um 18:30 Uhr auf der sogenannten Medal Plaza im Michael-Ende-Kurpark im Ortsteil Garmisch, lediglich am abschließenden Sonntag fand diese direkt im Anschluss an den Wettkampf in der Gudiberg-Arena statt. Im Anschluss an die Siegerehrungen wurden die Auslosungen der Startnummern für das darauf folgende Rennen ebenfalls auf der Medal Plaza vorgenommen.

## Stadien

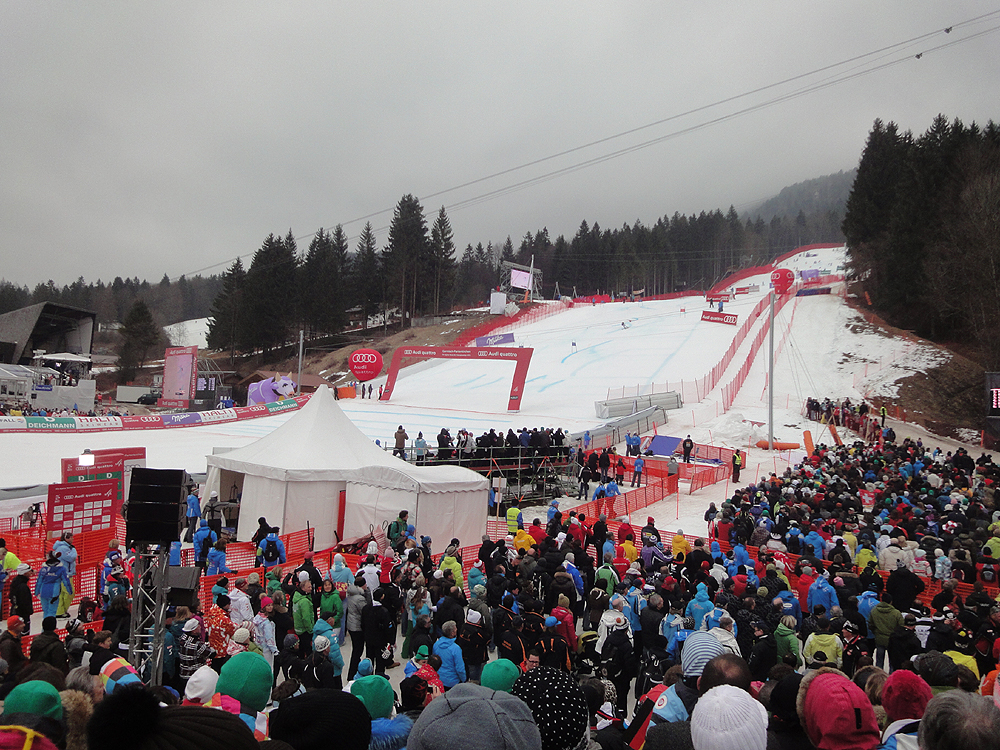
Zielbereich der Kandahar-Arena

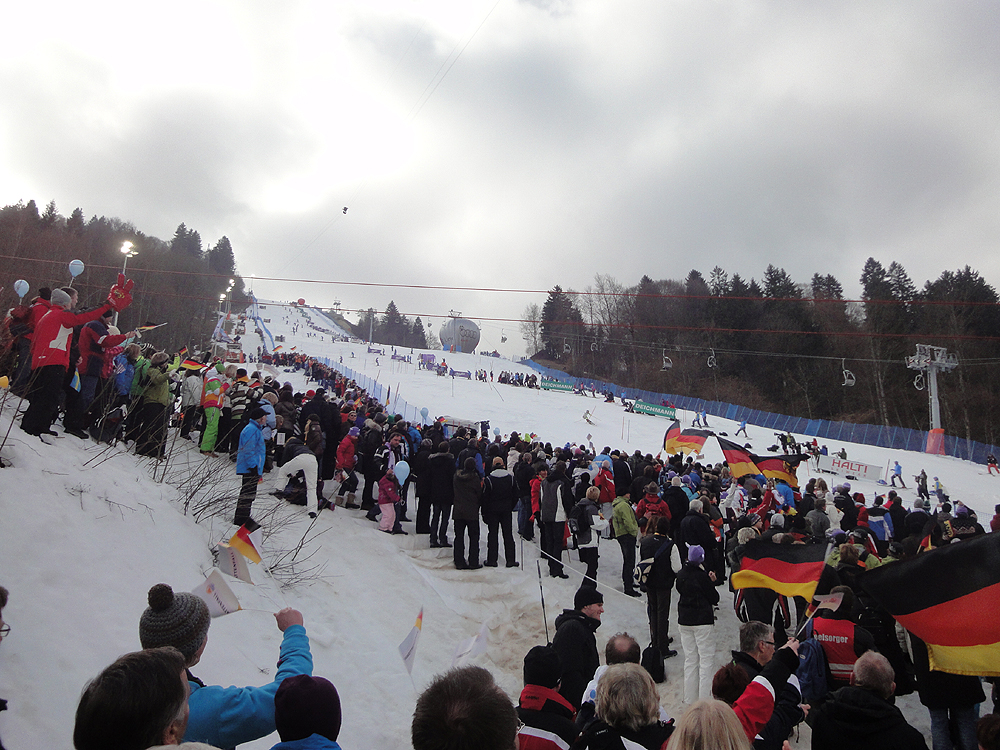
Gudiberg beim Slalom der Damen

Aufgrund von Sicherheitsauflagen musste die Zuschauerkapazität der beiden Stadien reduziert
werden. Nachdem die Planung ursprünglich eine Kapazität von jeweils 15.000 Zuschauern vorsah,
wurde im Hinblick auf die Konsequenzen nach dem Unglück bei der Loveparade 2010 eine Verringerung auf 10.000 Zuschauer je Wettbewerb vorgenommen. Das Organisationskomitee
rechnete aufgrund dieser Einschränkungen mit einem Verlust von rund einer Million Euro.
Der Zugang war für den Individualverkehr gesperrt. Beide Skistadien waren ausschließlich über Shuttle-Busse, die Kandahar-Arena zusätzlich über die Bayerische Zugspitzbahn erreichbar.

### Kandahar-Arena
Die Kandahar-Arena bot in Form einer temporären Stahlrohr-Tribüne 10.000 Zuschauern Platz, ein Catering- und Zeltbereich sowie eine Showbühne befanden sich im sogenannten Fanpark hinter dem Tribünenbereich. Für die Zuschauer waren der sogenannte „Freie Fall“ auf der Herrenstrecke und die damit verbundenen Sprünge einsehbar.

### Gudiberg-Arena
Anders als bei vorherigen Weltcup-Rennen führte der Zieleinlauf der Piste am Gudiberg nicht in das benachbarte Olympia-Skistadion, sondern in ein in Stahlrohr-Bauweise errichtetes temporäres Stadion mit einer Kapazität von 10.000 Zuschauern im Bereich des Zielraums sowie an der Strecke. Weitere 5000 Zuschauer fanden im benachbarten Fanpark Platz, der sich innerhalb des Olympia-Skistadions befand. Von dort aus war zwar ein Großteil der Strecke, nicht aber der Zieleinlauf einsehbar, sodass auf Höhe der Aufsprungbahn der Großen Olympiaschanze eine Videoleinwand installiert wurde. Das Catering und eine Showbühne befanden sich ebenfalls innerhalb des Fanparks. Von den Sitz- und Stehplätzen im Tribünenbereich war mit Ausnahme des Starts nahezu die komplette Rennstrecke einsehbar.

## Medaillenspiegel
| Platz | Land               | Gold | Silber | Bronze | Gesamt |
| ----- | ------------------ | ---- | ------ | ------ | ------ |
| 1     | Österreich         | 4    | 3      | 1      | 8      |
| 2     | Frankreich         | 2    | 1      | 1      | 4      |
| 3     | Italien            | 1    | 2      | 3      | 6      |
| 4     | Vereinigte Staaten | 1    | 2      | -      | 3      |
| 5     | Slowenien          | 1    | 1      | -      | 2      |
| 6     | Kanada             | 1    | -      | -      | 1      |
| 6     | Norwegen           | 1    | -      | -      | 1      |
| 8     | Schweden           | -    | 1      | 3      | 4      |
| 9     | Schweiz            | -    | 1      | -      | 1      |
| 10    | Deutschland        | -    | -      | 2      | 2      |
| 11    | Kroatien           | -    | -      | 1      | 1      |

## Herren

### Abfahrt
| Platz | Land | Sportler            | Zeit        |
| ----- | ---- | ------------------- | ----------- |
| 1     | CAN  | Erik Guay           | 1:58,41 min |
| 2     | SUI  | Didier Cuche        | 1:58,73 min |
| 3     | ITA  | Christof Innerhofer | 1:59,17 min |
| 4     | AUT  | Romed Baumann       | 1:59,51 min |
| 5     | NOR  | Aksel Lund Svindal  | 1:59,83 min |
| 6     | SLO  | Andrej Šporn        | 2:00,25 min |
| 7     | AUT  | Michael Walchhofer  | 2:00,28 min |
| 8     | FRA  | Johan Clarey        | 2:00,35 min |
| 9     | SUI  | Beat Feuz           | 2:00,47 min |
| 10    | SUI  | Ambrosi Hoffmann    | 2:00,48 min |
| 11    | AUT  | Klaus Kröll         | 2:00,58 min |
| 12    | SUI  | Silvan Zurbriggen   | 2:00,75 min |
| -     | -    | -                   | -           |
| 14    | ITA  | Peter Fill          | 2:00,81 min |
| 16    | AUT  | Hannes Reichelt     | 2:00,99 min |
| 20    | ITA  | Dominik Paris       | 2:01,55 min |
| 22    | ITA  | Werner Heel         | 2:01,79 min |
| 31    | GER  | Tobias Stechert     | 2:03,31 min |

Datum: Samstag, 12. Februar 2011

Titelverteidiger: John Kucera

Strecke: Kandahar

Starthöhe: 1690 m, Zielhöhe: 770 m

Länge: 3300 m, Höhenunterschied: 920 m

Kurssetzer: Helmuth Schmalzl (ITA)
Ausgeschieden u. a.: Patrik Järbyn (SWE), Adrien Théaux (FRA), Andreas Sander (GER)
Der kanadische Titelverteidiger John Kucera war wegen einer seit November 2009 bestehenden schweren Verletzung bzw. einer erneuten Verletzung beim Comeback-Versuch nicht am Start.

### Super-G
| Platz | Land | Sportler            | Zeit        |
| ----- | ---- | ------------------- | ----------- |
| 1     | ITA  | Christof Innerhofer | 1:38,31 min |
| 2     | AUT  | Hannes Reichelt     | 1:38,91 min |
| 3     | CRO  | Ivica Kostelić      | 1:39,03 min |
| 4     | SUI  | Didier Cuche        | 1:39,34 min |
| 5     | AUT  | Benjamin Raich      | 1:39,65 min |
| 6     | AUT  | Romed Baumann       | 1:39,79 min |
| 7     | SUI  | Carlo Janka         | 1:40,03 min |
| 8     | ITA  | Werner Heel         | 1:40,13 min |
| 9     | ITA  | Peter Fill          | 1:40,34 min |
| 10    | FRA  | Adrien Théaux       | 1:40,44 min |
| 11    | AUT  | Michael Walchhofer  | 1:40,51 min |
| -     | -    | -                   | -           |
| 13    | SUI  | Silvan Zurbriggen   | 1:41,12 min |
| 21    | GER  | Andreas Sander      | 1:42,40 min |
| 33    | LIE  | Nicola Kindle       | 1:46,75 min |

Datum: Mittwoch, 9. Februar 2011, 11:00 Uhr

Titelverteidiger: Didier Cuche

Strecke: Kandahar

Starthöhe: 1395 m, Zielhöhe: 770 m

Länge: 2200 m, Höhenunterschied: 625 m

Kurssetzer: Hans Flatscher (SUI)
Ausgeschieden u. a.: Aksel Lund Svindal (NOR), Erik Guay (CAN), Ted Ligety (USA), Tobias Grünenfelder (SUI), Sandro Viletta (SUI), Andrej Križaj (SLO), Alexis Pinturault (FRA), Kjetil Jansrud (NOR), Tobias Stechert (GER)

Nicht am Start u. a.: Yannick Bertrand (FRA)

### Riesenslalom
| Platz | Land | Sportler              | Zeit 1. Lauf      | Zeit 2. Lauf      | Zeit        |
| ----- | ---- | --------------------- | ----------------- | ----------------- | ----------- |
| 1     | USA  | Ted Ligety            | 1:02,33 min 0(4.) | 1:08,23 min 0(7.) | 2:10,56 min |
| 2     | FRA  | Cyprien Richard       | 1:02,79 min 0(7.) | 1:07,85 min 0(2.) | 2:10,64 min |
| 3     | AUT  | Philipp Schörghofer   | 1:02,13 min 0(2.) | 1:08,86 min (19.) | 2:10,99 min |
| 4     | NOR  | Aksel Lund Svindal    | 1:02,08 min 0(1.) | 1:08,97 min (21.) | 2:11,05 min |
| 5     | NOR  | Kjetil Jansrud        | 1:03,01 min 0(9.) | 1:08,28 min 0(8.) | 2:11,29 min |
| 6     | FRA  | Thomas Fanara         | 1:03,32 min (10.) | 1:08,00 min 0(3.) | 2:11,32 min |
| 7     | SUI  | Carlo Janka           | 1:02,57 min 0(6.) | 1:08,91 min (20.) | 2:11,48 min |
| 8     | SUI  | Didier Cuche          | 1:02,46 min 0(5.) | 1:09,03 min (23.) | 2:11,49 min |
| 9     | FRA  | Gauthier de Tessières | 1:02,86 min 0(8.) | 1:08,64 min (13.) | 2:11,50 min |
| 10    | FIN  | Marcus Sandell        | 1:03,56 min (16.) | 1:08,10 min 0(6.) | 2:11,66 min |
| 11    | AUT  | Romed Baumann         | 1:03,72 min (18.) | 1:08,05 min 0(5.) | 2:11,77 min |
| -     | -    | -                     | -                 | -                 | -           |
| 13    | SUI  | Justin Murisier       | 1:03,90 min (24.) | 1:08,00 min 0(3.) | 2:11,90 min |
| 15    | GER  | Fritz Dopfer          | 1:03,47 min (13.) | 1:08,50 min (11.) | 2:11,97 min |
| 17    | ITA  | Manfred Mölgg         | 1:03,37 min (11.) | 1:08,80 min (17.) | 2:12,17 min |
| 21    | SUI  | Marc Berthod          | 1:04,20 min (29.) | 1:08,38 min (10.) | 2:12,58 min |
| 22    | AUT  | Björn Sieber          | 1:03,89 min (23.) | 1:08,73 min (14.) | 2:12,62 min |
| 23    | AUT  | Stephan Görgl         | 1:03,91 min (25.) | 1:08,74 min (15.) | 2:12,65 min |
| 24    | SUI  | Sandro Viletta        | 1:03,55 min (14.) | 1:09,20 min (28.) | 2:12,75 min |
| 29    | GER  | Stefan Luitz          | 1:03,68 min (17.) | 1:09,68 min (15.) | 2:13,36 min |
| 34    | GER  | Felix Neureuther      | 1:04,45 min (34.) | 1:09,48 min (30.) | 2:13,93 min |
| 48    | LIE  | Simon Heeb            | 1:06,92 min (55.) | 1:13,03 min (49.) | 2:19,95 min |

Datum: Freitag, 18. Februar 2011

Titelverteidiger: Carlo Janka

Strecke: Kandahar

Starthöhe: 1180 m, Zielhöhe: 750 m

Höhenunterschied: 430 m

Kurssetzer 1. Lauf: Sepp Brunner (SUI), 50 Tore

Kurssetzer 2. Lauf: Andreas Puelacher (AUT), 47 Tore
Es waren 98 Läufer am Start, wovon 76 den ersten Durchgang beendeten. Für den zweiten Durchgang waren 60 Läufer zugelassen, von denen sich 53 klassierten. Der Letzte (Alexander Wiktorowitsch Choroschilow) hatte einen Rückstand von 23,18 s.

Ivica Kostelić lag nach dem ersten Lauf auf Rang 3 (0,23 s hinter dem führenden Svindal), fiel aber auf Rang 13 (ex aequo mit Murisier) zurück.

### Slalom
| Platz | Land | Sportler             | Zeit 1. Lauf  | Zeit 2. Lauf  | Zeit        |
| ----- | ---- | -------------------- | ------------- | ------------- | ----------- |
| 1     | FRA  | Jean-Baptiste Grange | 51,30 s 0(1.) | 50,42 s (10.) | 1:41,72 min |
| 2     | SWE  | Jens Byggmark        | 52,39 s 0(6.) | 49,76 s 0(4.) | 1:42,15 min |
| 3     | ITA  | Manfred Mölgg        | 51,52 s 0(2.) | 50,81 s (17.) | 1:42,33 min |
| 4     | AUT  | Mario Matt           | 53,11 s (15.) | 49,43 s 0(1.) | 1:42,54 min |
| 5     | CAN  | Julien Cousineau     | 52,95 s (13.) | 49,64 s 0(2.) | 1:42,59 min |
| 6     | JPN  | Naoki Yuasa          | 52,60 s 0(9.) | 50,08 s 0(9.) | 1:42,68 min |
| 7     | ITA  | Cristian Deville     | 53,11 s (15.) | 49,67 s 0(3.) | 1:42,78 min |
| 8     | CRO  | Ivica Kostelić       | 52,32 s 0(5.) | 50,56 s (11.) | 1:42,88 min |
| 9     | AUT  | Manfred Pranger      | 52,41 s 0(7.) | 50,62 s (15.) | 1:43,03 min |
| 10    | SWE  | André Myhrer         | 51,87 s 0(3.) | 51,35 s (21.) | 1:43,22 min |
| -     | -    | -                    | -             | -             | -           |
| 14    | MDA  | Urs Imboden          | 53,75 s (23.) | 50,03 s 0(7.) | 1:43,78 min |
| 18    | AUT  | Christoph Dreier     | 53,95 s (26.) | 50,07 s 0(8.) | 1:44,02 min |
| 21    | GER  | Fritz Dopfer         | 53,63 s (21.) | 50,88 s (18.) | 1:44,51 min |
| 25    | SUI  | Justin Murisier      | 55,49 s (37.) | 51,79 s (24.) | 1:47,28 min |
| 26    | BUL  | Kilian Albrecht      | 55,12 s (35.) | 52,52 s (26.) | 1:47,64 min |
| 27    | SUI  | Markus Vogel         | 54,15 s (30.) | 53,60 s (29.) | 1:47,75 min |
| 37    | SUI  | Marc Gini            | 55,50 s (38.) | 61,24 s (43.) | 1:56,74 min |

Datum: Sonntag, 20. Februar 2011, 10:00/13:30 Uhr

Titelverteidiger: Manfred Pranger

Strecke: Gudiberg

Starthöhe: 960 m, Zielhöhe: 750 m

Höhenunterschied: 210 m

Kurssetzer 1. Lauf: David Chastan (FRA), 65 Tore

Kurssetzer 2. Lauf: Marco Pfeifer (SWE), 64 Tore
Ausgeschieden im 1. Lauf u. a.: Silvan Zurbriggen (SUI), Steve Missillier (FRA), Michael Janyk (CAN), Ondřej Bank (CZE), Kjetil Jansrud (NOR), Kalle Palander (FIN)
Ausgeschieden im 2. Lauf u. a.: Reinfried Herbst (AUT), Giuliano Razzoli (ITA), Felix Neureuther (GER), Wolfgang Hörl (AUT)
Es waren 100 Läufer am Start. Für den zweiten Lauf waren 60 Läufer startberechtigt, jedoch war die Ausfallsrate derart hoch, dass diese Regelung gar nicht angewendet zu werden brauchte, weil nur 58 Läufer im Klassement des ersten Durchgangs aufschienen. Das Schlussklassement weist 48 Läufer auf, der Letzte (Erdinc Turksever aus der Türkei) kam mit einem Rückstand von 33,84 s ins Ziel.

### Super-Kombination
| Platz | Land | Sportler            | Abfahrt           | Slalom            | Gesamtzeit  |
| ----- | ---- | ------------------- | ----------------- | ----------------- | ----------- |
| 1     | NOR  | Aksel Lund Svindal  | 1:59,49 min 0(1.) | 0:55,02 min 0(7.) | 2:54,51 min |
| 2     | ITA  | Christof Innerhofer | 2:00,67 min 0(3.) | 0:54,85 min 0(6.) | 2:55,52 min |
| 3     | ITA  | Peter Fill          | 2:00,83 min 0(4.) | 0:55,58 min 0(9.) | 2:56,41 min |
| 4     | AUT  | Benjamin Raich      | 2:02,50 min (11.) | 0:54,18 min 0(2.) | 2:56,68 min |
| 5     | CZE  | Ondřej Bank         | 2:01,00 min 0(5.) | 0:55,90 min (12.) | 2:56,90 min |
| 6     | ITA  | Paolo Pangrazzi     | 2:02,66 min (14.) | 0:54,69 min 0(5.) | 2:57,35 min |
| 7     | NOR  | Lars Elton Myhre    | 2:03,39 min (18.) | 0:54,11 min 0(1.) | 2:57,50 min |
| 8     | CRO  | Natko Zrnčić-Dim    | 2:03,25 min (16.) | 0:54,46 min 0(4.) | 2:57,71 min |
| 9     | FIN  | Andreas Romar       | 2:01,19 min 0(7.) | 0:56,86 min (19.) | 2:58,05 min |
| 10    | NOR  | Kjetil Jansrud      | 2:02,56 min (13.) | 0:55,86 min (11.) | 2:58,42 min |
| -     | -    | -                   | -                 | -                 | -           |
| 12    | AUT  | Joachim Puchner     | 2:03,26 min (17.) | 0:55,70 min (10.) | 2:58,96 min |
| 13    | AUT  | Björn Sieber        | 2:03,49 min (19.) | 0:55,95 min (13.) | 2:59,44 min |

Datum: Montag, 14. Februar 2011 (10:00/14:00 Uhr)
Titelverteidiger: Aksel Lund Svindal
Abfahrtsstrecke: Kandahar

Starthöhe: 1690 m, Zielhöhe: 770 m

Länge: 3300 m, Höhenunterschied: 920 m

Kurssetzer: Helmuth Schmalzl (ITA), 44 Tore
Slalomstrecke: Gudiberg

Starthöhe: 960 m, Zielhöhe: 750 m

Höhenunterschied: 210 m

Kurssetzer: Massimo Carca (ITA), 62 Tore
Ausgeschieden in der Abfahrt u. a.: Romed Baumann (AUT), Hans Olsson (SWE)
Ausgeschieden im Slalom u. a.: Beat Feuz (SUI), Ted Ligety (USA), Bode Miller (USA), Silvan Zurbriggen (SUI), Dominik Paris (ITA)

## Damen

### Abfahrt
| Platz | Land | Sportlerin         | Zeit        |
| ----- | ---- | ------------------ | ----------- |
| 1     | AUT  | Elisabeth Görgl    | 1:47,24 min |
| 2     | USA  | Lindsey Vonn       | 1:47,68 min |
| 3     | GER  | Maria Riesch       | 1:47,84 min |
| 4     | SUI  | Lara Gut           | 1:48,18 min |
| 5     | SLO  | Tina Maze          | 1:48,22 min |
| 6     | USA  | Julia Mancuso      | 1:48,30 min |
| 7     | ITA  | Daniela Merighetti | 1:48,66 min |
| 8     | SUI  | Dominique Gisin    | 1:48,70 min |
| 9     | AUT  | Andrea Fischbacher | 1:48,86 min |
| 10    | USA  | Laurenne Ross      | 1:48,87 min |
| -     | -    | -                  | -           |
| 13    | SUI  | Fabienne Suter     | 1:49,14 min |
| 14    | SUI  | Nadja Kamer        | 1:49,19 min |
| 17    | AUT  | Anna Fenninger     | 1:49,60 min |
| 21    | ITA  | Johanna Schnarf    | 1:50,15 min |
| 23    | AUT  | Regina Mader       | 1:50,33 min |
| 27    | ITA  | Verena Stuffer     | 1:50,97 min |

Datum: Sonntag, 13. Februar 2011

Titelverteidigerin: Lindsey Vonn

Strecke: Kandahar

Starthöhe: 1490 m, Zielhöhe: 770 m

Länge: 2920 m, Höhenunterschied: 720 m

Kurssetzer: Jan Tischhauser (SUI)
Ausgeschieden u. a.: Leanne Smith (USA), Lotte Smiseth Sejersted (NOR)

### Super-G
| Platz | Land | Sportlerin         | Zeit        |
| ----- | ---- | ------------------ | ----------- |
| 1     | AUT  | Elisabeth Görgl    | 1:23,82 min |
| 2     | USA  | Julia Mancuso      | 1:23,87 min |
| 3     | GER  | Maria Riesch       | 1:24,03 min |
| 4     | SUI  | Lara Gut           | 1:24,26 min |
| 5     | AUT  | Anna Fenninger     | 1:24,64 min |
| 6     | ITA  | Elena Curtoni      | 1:24,65 min |
| 7     | USA  | Lindsey Vonn       | 1:24,66 min |
| 8     | SUI  | Fabienne Suter     | 1:24,75 min |
| 9     | ITA  | Daniela Merighetti | 1:24,91 min |
| 10    | SWE  | Anja Pärson        | 1:24,99 min |
| -     | -    | -                  | -           |
| 12    | AUT  | Nicole Hosp        | 1:25,25 min |
| 13    | SUI  | Nadja Kamer        | 1:25,36 min |
| 23    | ITA  | Johanna Schnarf    | 1:26,86 min |

Datum: Dienstag, 8. Februar 2011, 11:00 Uhr

Titelverteidigerin: Lindsey Vonn

Strecke: Kandahar

Starthöhe: 1305 m, Zielhöhe: 770 m

Länge: 2180 m, Höhenunterschied: 535 m

Kurssetzer: Jürgen Kriechbaum (AUT)
Ausgeschieden u. a.: Andrea Fischbacher (AUT), Dominique Gisin (SUI), Gina Stechert (GER)

Nicht am Start: Viktoria Rebensburg (GER)

### Riesenslalom
| Platz | Land | Sportlerin              | Zeit 1. Lauf      | Zeit 2. Lauf      | Zeit        |
| ----- | ---- | ----------------------- | ----------------- | ----------------- | ----------- |
| 1     | SLO  | Tina Maze               | 1:07,05 min 0(1.) | 1:13,49 min (15.) | 2:20,54 min |
| 2     | ITA  | Federica Brignone       | 1:07,39 min 0(2.) | 1:13,24 min (10.) | 2:20,63 min |
| 3     | FRA  | Tessa Worley            | 1:09,17 min (19.) | 1:11,85 min 0(1.) | 2:21,02 min |
| 4     | ITA  | Denise Karbon           | 1:08,24 min 0(9.) | 1:13,04 min 0(7.) | 2:21,28 min |
| 5     | GER  | Viktoria Rebensburg     | 1:08,04 min 0(6.) | 1:13,38 min (13.) | 2:21,42 min |
| 6     | ITA  | Manuela Mölgg           | 1:08,01 min 0(5.) | 1:13,44 min (14.) | 2:21,43 min |
| 7     | SWE  | Jessica Lindell-Vikarby | 1:08,94 min (14.) | 1:12,61 min 0(5.) | 2:21,55 min |
| 8     | AUT  | Marlies Schild          | 1:09,16 min (18.) | 1:12,58 min 0(4.) | 2:21,74 min |
| 9     | SWE  | Anja Pärson             | 1:08,23 min 0(8.) | 1:13,52 min (16.) | 2:21,75 min |
| 10    | FRA  | Taïna Barioz            | 1:09,59 min (23.) | 1:12,20 min 0(2.) | 2:21,79 min |
| 10    | AUT  | Elisabeth Görgl         | 1:07,76 min 0(3.) | 1:14,03 min (25.) | 2:21,79 min |
| 12    | AUT  | Kathrin Zettel          | 1:08,04 min 0(6.) | 1:13,80 min (21.) | 2:21,84 min |
| -     | -    | -                       | -                 | -                 | -           |
| 18    | GER  | Lena Dürr               | 1:08,94 min (14.) | 1:13,75 min (19.) | 2:22,69 min |
| 20    | SUI  | Lara Gut                | 1:08,91 min (13.) | 1:13,92 min (24.) | 2:22,83 min |
| 25    | AUT  | Andrea Fischbacher      | 1:09,13 min (16.) | 1:14,40 min (26.) | 2:23,53 min |
| 29    | SUI  | Wendy Holdener          | 1:10,63 min (32.) | 1:15,17 min (30.) | 2:25,80 min |
| 30    | GER  | Veronika Staber         | 1:10,80 min (33.) | 1:15,12 min (28.) | 2:25,92 min |
| 35    | SUI  | Denise Feierabend       | 1:11,37 min (38.) | 1:16,61 min (36.) | 2:27,98 min |

Datum: Donnerstag, 17. Februar 2011, 12:00/15:00 Uhr

Titelverteidigerin: Kathrin Hölzl

Strecke: Kandahar

Starthöhe: 1100 m, Zielhöhe: 750 m

Länge: 1175 m, Höhenunterschied: 350 m

Kurssetzer 1. Lauf: Rudi Soulard (SWE), 51 Tore

Kurssetzer 2. Lauf: Stefano Costazza (ITA), 51 Tore
Ausgeschieden im 2. Lauf u. a.: Maria Riesch (GER), Vanessa Schädler (LIE), Rebecca Bühler (LIE)

Nicht gestartet: Fabienne Suter (SUI)

Nicht zum 2. Lauf gestartet: Kathrin Hölzl (GER)
Disqualifiziert: Anna-Laura Bühler (LIE)
Der Start des ersten Laufs war für 10 h angesetzt, doch musste wegen starken Nebels das Programm um zwei Stunden verschoben werden.

### Slalom
| Platz | Land | Sportlerin            | Zeit 1. Lauf  | Zeit 2. Lauf  | Zeit        |
| ----- | ---- | --------------------- | ------------- | ------------- | ----------- |
| 1     | AUT  | Marlies Schild        | 52,69 s 0(1.) | 53,10 s 0(7.) | 1:45,79 min |
| 2     | AUT  | Kathrin Zettel        | 53,30 s 0(3.) | 52,83 s 0(2.) | 1:46,13 min |
| 3     | SWE  | Maria Pietilä-Holmner | 53,48 s 0(4.) | 52,96 s 0(4.) | 1:46,44 min |
| 4     | GER  | Maria Riesch          | 53,49 s 0(5.) | 53,64 s (19.) | 1:47,13 min |
| 5     | SLO  | Tina Maze             | 54,26 s 0(8.) | 53,29 s (12.) | 1:47,55 min |
| 6     | ITA  | Manuela Mölgg         | 54,37 s 0(9.) | 53,28 s (11.) | 1:47,65 min |
| 6     | FIN  | Tanja Poutiainen      | 52,90 s 0(2.) | 54,74 s (24.) | 1:47,65 min |
| 8     | SWE  | Frida Hansdotter      | 54,66 s (11.) | 53,18 s 0(9.) | 1:47,84 min |
| 9     | FRA  | Nastasia Noens        | 54,56 s (10.) | 53,62 s (18.) | 1:48,18 min |
| 10    | SVK  | Veronika Zuzulová     | 55,25 s (16.) | 52,94 s 0(3.) | 1:48,19 min |
| -     | -    | -                     | -             | -             | -           |
| 15    | GER  | Fanny Chmelar         | 55,07 s (14.) | 54,02 s (21.) | 1:49,09 min |
| 18    | AUT  | Nicole Hosp           | 54,22 s 0(7.) | 55,24 s (26.) | 1:49,46 min |
| 21    | SUI  | Denise Feierabend     | 55,68 s (20.) | 54,27 s (22.) | 1:49,95 min |
| 23    | GER  | Katharina Dürr        | 56,68 s (26.) | 53,45 s (15.) | 1:50,13 min |

Datum: Samstag, 19. Februar 2011, 10:00/13:30 Uhr

Titelverteidigerin: Maria Riesch

Strecke: Gudiberg

Starthöhe: 960 m, Zielhöhe: 750 m

Höhenunterschied: 210 m

Kurssetzer 1. Lauf: Christian Schwaiger (GER), 63 Tore

Kurssetzer 2. Lauf: Günter Obkircher (AUT), 64 Tore
Ausgeschieden im 1. Lauf u. a.: Therese Borssén (SWE), Marie-Michèle Gagnon (CAN), Christina Geiger (GER), Marina Nigg (LIE), Maruša Ferk (SLO), Julia Mancuso (USA), Federica Brignone (ITA)
Ausgeschieden im 2. Lauf u. a.: Susanne Riesch (GER), Michaela Kirchgasser (AUT), Sarah Schleper (USA), Wendy Holdener (SUI)

### Super-Kombination
| Platz | Land | Sportlerin              | Abfahrt           | Slalom            | Gesamtzeit  |
| ----- | ---- | ----------------------- | ----------------- | ----------------- | ----------- |
| 1     | AUT  | Anna Fenninger          | 1:49,67 min 0(4.) | 0:53,56 min 0(4.) | 2:43,23 min |
| 2     | SLO  | Tina Maze               | 1:50,38 min (10.) | 0:52,94 min 0(2.) | 2:43,32 min |
| 3     | SWE  | Anja Pärson             | 1:49,54 min 0(3.) | 0:53,96 min 0(8.) | 2:43,50 min |
| 4     | SUI  | Dominique Gisin         | 1:49,53 min 0(2.) | 0:54,37 min (10.) | 2:43,90 min |
| 5     | AUT  | Elisabeth Görgl         | 1:49,27 min 0(1.) | 0:54,85 min (15.) | 2:44,12 min |
| 6     | SUI  | Denise Feierabend       | 1:50,09 min 0(7.) | 0:54,42 min (12.) | 2:44,51 min |
| 7     | USA  | Julia Mancuso           | 1:50,18 min 0(9.) | 0:54,38 min (11.) | 2:44,56 min |
| 8     | ITA  | Johanna Schnarf         | 1:50,80 min (11.) | 0:53,79 min 0(5.) | 2:44,59 min |
| 9     | SLO  | Maruša Ferk             | 1:51,94 min (23.) | 0:53,06 min 0(3.) | 2:45,00 min |
| 10    | NOR  | Lotte Smiseth Sejersted | 1:51,17 min (14.) | 0:53,85 min 0(6.) | 2:45,02 min |
| 11    | GER  | Maria Riesch            | 1:51,27 min (15.) | 0:53,87 min 0(7.) | 2:45,14 min |
| 12    | AUT  | Nicole Hosp             | 1:53,95 min (27.) | 0:51,66 min 0(1.) | 2:45,61 min |
| 13    | AUT  | Michaela Kirchgasser    | 1:51,92 min (22.) | 0:54,06 min 0(9.) | 2:45,98 min |

Datum: Freitag, 11. Februar 2011 (10:00/14:00 Uhr)
Titelverteidigerin: Kathrin Zettel
Abfahrtsstrecke: Kandahar

Starthöhe: 1535 m, Zielhöhe: 770 m

Länge: 2920 m, Höhenunterschied: 765 m

Kurssetzer: Jan Tischhauser (SUI), 43 Tore
Slalomstrecke: Gudiberg

Starthöhe: 935 m, Zielhöhe: 750 m

Länge: 580 m, Höhenunterschied: 185 m

Kurssetzer: Chris Knight (USA), 62 Tore
Ausgeschieden im Slalom u. a.: Lara Gut (SUI) (als Fünfte der Abfahrt), Marie-Michèle Gagnon (CAN)

Nicht am Start im Slalom u. a.: Fabienne Suter (SUI) (nach der Abfahrt auf Rang 17), Lindsey Vonn (USA) (als Zwölfte der Abfahrt)
Titelverteidigerin Kathrin Zettel hatte auf einen Start verzichtet.

## Mannschaftswettbewerb
| Platz | Land | Sportler |
| ----- | ---- | --- |
| 1     | FRA  | Taïna Barioz Thomas Fanara Anémone Marmottan Cyprien Richard Tessa Worley Ersatzfahrer: Gauthier de Tessières |
| 2     | AUT  | Romed Baumann Anna Fenninger Michaela Kirchgasser Benjamin Raich Marlies Schild Philipp Schörghofer           |
| 3     | SWE  | Hans Olsson Matts Olsson Anja Pärson Maria Pietilä-Holmner Ersatzfahrer: Axel Bäck, Sara Hector               |
| 4     | ITA  | Massimiliano Blardone Giovanni Borsotti Federica Brignone Cristian Deville Daniela Merighetti Johanna Schnarf |
| 5     | CRO  | Sofija Novoselić Tea Palić Tin Široki Natko Zrnčić-Dim                                                        |
| 5     | GER  | Fritz Dopfer Lena Dürr Veronique Hronek Felix Neureuther Ersatzfahrer: Stefan Luitz, Veronika Staber          |
| 5     | SUI  | Marc Berthod Wendy Holdener Denise Feierabend Beat Feuz Ersatzfahrer: Fabienne Suter, Justin Murisier         |
| 5     | USA  | Ted Ligety Julia Mancuso Bode Miller Sarah Schleper Ersatzfahrer: Megan McJames, Tim Jitloff                  |
| 9     | CAN  | Britt Janyk Michael Janyk Marie-Michèle Gagnon Paul Stutz Ersatzfahrer: Marie-Pier Préfontaine                |
| 9     | CZE  | Kryštof Krýzl Kateřina Pauláthová Andrea Zemanová Adam Zika Ersatzfahrer: Martina Dubovská, Ondřej Bank       |
| 9     | SVK  | Jaroslav Babušiak Jana Gantnerová Kristína Saalová Adam Žampa                                                 |

Datum: Mittwoch, 16. Februar 2011, 11:00 Uhr

Strecke: Kandahar
Modus:
Der Mannschaftswettbewerb wurde in Form eines Parallelriesenslaloms ausgetragen. Die besten 16 Nationen im Weltcup waren startberechtigt. Tatsächlich angetreten sind elf, daher hatten fünf gesetzte Teams im Achtelfinale ein Freilos. Pro Durchgang fuhren in vier Läufen abwechselnd je zwei Damen und zwei Herren eines Teams gegeneinander, pro Lauf erhielt das siegreiche Team einen Punkt; bei identischer Laufzeit bekamen beide Teams einen Punkt (eingetreten im Achtelfinale beim Duell Kroatien gegen Kanada). Bei einem Endstand von 2:2 entschied die Summe der Laufzeiten der schnellsten Dame und des schnellsten Herrn pro Team.
Benjamin Raich verletzte sich im Duell gegen den Kroaten Natko Zrnčić-Dim ohne Sturzeinwirkung schwer, sodass er zu den verbleibenden Rennen der WM (Riesenslalom und Slalom) nicht mehr antreten konnte.
Frankreichs Finalsieg hing an einer Hundertstelsekunde, um die Anémone Marmottan schneller war als Michaela Kirchgasser: bei Zeitgleichheit im Duell dieser beiden Läuferinnen wäre das Finale 3:2 für Österreich ausgegangen, so aber stand es 2:2 und die besseren Einzelzeiten mussten ermittelt werden, in dieser Rechnung lag Frankreich mit 0,18 Sekunden voran.

### Raster
|  | Achtelfinale | Achtelfinale       | Achtelfinale |             |                    | Viertelfinale     | Viertelfinale     | Viertelfinale     |   |  | Halbfinale | Halbfinale | Halbfinale |  |  | Finale | Finale | Finale |
|  |              |                    |              |             |                    |                   |                   |                   |   |  |            |            |            |  |  |        |        |        |
|  | 1            | Österreich         |              |             |                    |                   |                   |                   |   |  |            |            |            |  |  |        |        |        |
|  |              | Freilos            |              |             |                    |                   |                   |                   |   |  |            |            |            |  |  |        |        |        |
|  | 1            | Österreich         | 2            |             |                    |                   |                   |                   |   |  |            |            |            |  |  |        |        |        |
|  | 1            | Österreich         | 2            |             |                    |                   |                   |                   |   |  |            |            |            |  |  |        |        |        |
|  |              |                    | 8            | Kroatien    | 2                  |                   |                   |                   |   |  |            |            |            |  |  |        |        |        |
|  | 8            | Kroatien           | 8            | Kroatien    | 2                  | 3                 |                   |                   |   |  |            |            |            |  |  |        |        |        |
|  | 8            | Kroatien           |              |             |                    | 3                 |                   |                   |   |  |            |            |            |  |  |        |        |        |
|  | 9            | Kanada             | 2            |             |                    |                   |                   |                   |   |  |            |            |            |  |  |        |        |        |
|  | 9            | Kanada             | 2            | 1           | Österreich         | 4                 |                   |                   |   |  |            |            |            |  |  |        |        |        |
|  |              |                    |              | 1           | Österreich         | 4                 |                   |                   |   |  |            |            |            |  |  |        |        |        |
|  |              | 4                  | Italien      | 0           |                    |                   |                   |                   |   |  |            |            |            |  |  |        |        |        |
|  | 5            | 4                  | Italien      | 0           | Vereinigte Staaten |                   |                   |                   |   |  |            |            |            |  |  |        |        |        |
|  | 5            |                    |              |             | Vereinigte Staaten |                   |                   |                   |   |  |            |            |            |  |  |        |        |        |
|  |              | Freilos            |              |             |                    |                   |                   |                   |   |  |            |            |            |  |  |        |        |        |
|  | 5            | Vereinigte Staaten | 1            |             |                    |                   |                   |                   |   |  |            |            |            |  |  |        |        |        |
|  | 5            | Vereinigte Staaten | 1            |             |                    |                   |                   |                   |   |  |            |            |            |  |  |        |        |        |
|  |              |                    | 4            | Italien     | 3                  |                   |                   |                   |   |  |            |            |            |  |  |        |        |        |
|  | 4            | Italien            | 4            | Italien     | 3                  |                   |                   |                   |   |  |            |            |            |  |  |        |        |        |
|  | 4            | Italien            |              |             |                    |                   |                   |                   |   |  |            |            |            |  |  |        |        |        |
|  |              | Freilos            |              |             |                    |                   |                   |                   |   |  |            |            |            |  |  |        |        |        |
|  | 1            | Österreich         | 2            |             |                    |                   |                   |                   |   |  |            |            |            |  |  |        |        |        |
|  | 1            | Österreich         | 2            |             |                    |                   |                   |                   |   |  |            |            |            |  |  |        |        |        |
|  |              | 3                  | Frankreich   | 2           |                    |                   |                   |                   |   |  |            |            |            |  |  |        |        |        |
|  | 3            | 3                  | Frankreich   | 2           | Frankreich         |                   |                   |                   |   |  |            |            |            |  |  |        |        |        |
|  | 3            |                    |              |             | Frankreich         |                   |                   |                   |   |  |            |            |            |  |  |        |        |        |
|  |              | Freilos            |              |             |                    |                   |                   |                   |   |  |            |            |            |  |  |        |        |        |
|  | 3            | Frankreich         | 2            |             |                    |                   |                   |                   |   |  |            |            |            |  |  |        |        |        |
|  | 3            | Frankreich         | 2            |             |                    |                   |                   |                   |   |  |            |            |            |  |  |        |        |        |
|  |              |                    | 6            | Deutschland | 2                  |                   |                   |                   |   |  |            |            |            |  |  |        |        |        |
|  | 6            | Deutschland        | 6            | Deutschland | 2                  | 4                 |                   |                   |   |  |            |            |            |  |  |        |        |        |
|  | 6            | Deutschland        |              |             |                    | 4                 |                   |                   |   |  |            |            |            |  |  |        |        |        |
|  | 11           | Slowakei           | 0            |             |                    |                   |                   |                   |   |  |            |            |            |  |  |        |        |        |
|  | 11           | Slowakei           | 0            | 3           | Frankreich         | 2                 |                   |                   |   |  |            |            |            |  |  |        |        |        |
|  |              |                    |              | 3           | Frankreich         | 2                 |                   |                   |   |  |            |            |            |  |  |        |        |        |
|  |              | 7                  | Schweden     | 2           |                    |                   |                   |                   |   |  |            |            |            |  |  |        |        |        |
|  | 7            | 7                  | Schweden     | 2           | Schweden           | 3                 |                   |                   |   |  |            |            |            |  |  |        |        |        |
|  | 7            |                    |              |             |                    |                   |                   |                   |   |  |            |            |            |  |  |        |        |        |
|  | 10           | Tschechien         | 1            |             |                    | Rennen um Platz 3 | Rennen um Platz 3 | Rennen um Platz 3 |   |  |            |            |            |  |  |        |        |        |
|  | 10           | Tschechien         | 1            | 7           | Schweden           | Rennen um Platz 3 | Rennen um Platz 3 | Rennen um Platz 3 | 4 |  |            |            |            |  |  |        |        |        |
|  |              |                    |              | 7           | Schweden           | 4                 | Italien           | 0                 | 4 |  |            |            |            |  |  |        |        |        |
|  |              |                    | 2            | Schweiz     | 0                  | 4                 | Italien           | 0                 |   |  |            |            |            |  |  |        |        |        |
|  | 2            | Schweiz            | 2            | Schweiz     | 0                  |                   | 7                 | Schweden          | 4 |  |            |            |            |  |  |        |        |        |
|  | 2            | Schweiz            |              |             |                    |                   |                   | Schweden          | 4 |  |            |            |            |  |  |        |        |        |
|  |              | Freilos            |              |             |                    |                   |                   |                   |   |  |            |            |            |  |  |        |        |        |

## Bilanz
Bereits vor dem abschließenden Wettbewerb zeigte sich der Präsident des Ski-Weltverbands FIS Gian-Franco Kasper mit der Ausrichtung der Weltmeisterschaften sehr zufrieden. Ausdrückliches Lob sprach Kasper neben der Organisation vor allem auch dem bei fast allen Wettbewerben sehr zahlreich erschienenen Publikum aus. Auch das befürchtete Verkehrschaos blieb aus, wozu die im Ticketpreis inbegriffene An- und Abfahrt mit dem Zug sowie der weitreichende Shuttle-Service mit zum Teil über 50 im Einsatz befindlichen Bussen maßgeblich beitrug.
Insgesamt wurden die Wettbewerbe von rund 130.000 Besuchern verfolgt, somit kamen zehn Prozent mehr Zuschauer als erwartet. Das Organisationskomitee gab bekannt, auf jeden Fall mit einer positiven Bilanz abzuschließen. Dennoch blieben bei den unter der Woche stattgefundenen Wettkämpfen viele Plätze auf der Tribüne und im Zielraum leer wie beispielsweise beim Super-G der Damen oder beim Teambewerb, was teilweise mit zu hohen Ticketpreisen erklärt wurde.
Als Herausforderung bezüglich der Pistenpräparierung erwiesen sich die Temperaturen, die nahezu während der gesamten Weltmeisterschaften tagsüber über dem Gefrierpunkt, teils im zweistelligen Bereich lagen. Beide Rennstrecken lagen jedoch auf Nordhängen, die Temperaturen fielen nachts stets unter 0 °C und die Schneeauflagen der Pisten wiesen bis zu 70 Zentimeter Höhe auf. Daher waren die Pisten zwar eisig, wurden jedoch insgesamt als in gutem Zustand befindlich eingestuft. Darüber hinaus kam es zu keinen Einschränkungen aufgrund von Witterungsbedingungen, lediglich der Riesenslalom der Damen musste aufgrund von Nebel um zwei Stunden verschoben werden.